# Khanlar Ahmedov
Khanlar Ahmed oglu Ahmedov (en azerí: Xanlar Əhməd oğlu Əhmədov; Bakú, 12 de junio de 1946) es un pintor y escultor de Azerbaiyán, galardonado con el título "Artista del pueblo de la República de Azerbaiyán" en 2006.

## Biografía
Khanlar Ahmedov nació el 12 de junio de 1946 en la ciudad de Bakú. Entre 1961 y 1966 estudió en la Escuela Estatal de Arte de Azerbaiyán en nombre de Azim Azimzade. También estudió en la Universidad Estatal de Arte y Cultura de Uzbekistán entre 1966 y 1972.
En 1975 se convirtió en miembro de la Unión de Artistas de la Unión Soviética. También es miembro de la Unión de Artistas de Azerbaiyán. Entre las obras monumentales del escultor  se encuentran una serie dedicada a la Masacre de Jóyali, las composiciones "Madre con niño", "El grito del padre", "Madre Tomris", "Leyla y Majnun", obras históricas y un relieve de la estación de metro Azadlıq Prospekti.
En 1984 se instalaron los bustos de bronce del compositor azerbaiyano Uzeyir Hajibeyov y del cantante de ópera Bulbul, realizados por Khanlar Ahmedov y  Namig Dadashov, en la ciudad de Shusha.
En septiembre de 2021, Khanlar Akhmedov erigió un monumento al filántropo Zeynalabdin Taghiyev frente a la estación de metro Icherisheher de Bakú. La inauguración del monumento tuvo lugar el 18 de enero de 2022 en presencia del presidente de Azerbaiyán, Ilham Aliyev.
Las obras de Khanlar Ahmedov se exhibieron en Francia, Alemania, Irán, Polonia, Rusia, Ucrania, Uzbekistán y otros países. Algunos se conservan en museos y colecciones privadas.
Khanlar Ahmedov es profesor asociado en la Universidad Estatal de Cultura y Arte de Azerbaiyán.
En 2002, por decreto del presidente de Azerbaiyán, Heydar Alíyev, Khanlar Ahmedov recibió el título de Artista de Honor de Azerbaiyán. En 2006, por orden del presidente de Azerbaiyán, Ilham Aliyev, Khanlar Ahmedov recibió el título de Artista del Pueblo de Azerbaiyán.

## Premios y títulos
- Premio Humay (1995; 1996)
- Artista de Honor de Azerbaiyán (2002)[7]
- Artista del pueblo de la República de Azerbaiyán (2006)[8]